# Philippe Alegambe
Philippe Alegambe (Brussel, 22 januari 1592 - Rome, 6 september 1652) was een jezuïet en bibliograaf.

## Levensloop
Alegambe werd geboren in een welgestelde familie die afkomstig was uit Doornik en uitgeweken was naar Brussel. Nadat hij er zijn middelbare studies had voltooid trok Alegambe naar Spanje en ging er als secretaris aan de slag in dienst van Pedro Téllez-Girón, de hertog van Osuna. Toen deze laatste in 1611 tot onderkoning van Sicilië werd benoemd, vergezelde Alegambe hem als attaché.
In Palermo trad hij op 7 september 1613 binnen in de jezuïetenorde. Alegambe hervatte zijn studies; in Palermo studeerde hij filosofie en zijn studies in de theologie vervolledigde hij aan het Collegio Romano te Rome.
Nadat Alegambe in 1621 tot priester was gewijd werd hij naar Graz in Oostenrijk gezonden waar hij filosofie begon te doceren aan de Universiteit van Graz. In 1629 behaalde Alegambe er het doctoraat in de theologie.
Daarna reisde hij door Frankrijk, Italië en Spanje als leermeester en begeleider van de zoon van prins Hans Ulrich von Eggenberg, de voorzitter van de Geheime Raad. In 1633 keerde Alegambe terug naar Graz en ging er moraaltheologie doceren. In 1638 begeleidde Alegambe opnieuw de jonge prins die intussen door keizer Ferdinand III was aangesteld tot ambassadeur bij paus Urbanus VIII.
Na afloop van deze missie bleef Alegambe in Rome en werd secretaris voor het Heilige Roomse Rijk van Mutio Vitelleschi, de generaal-overste van de Sociëteit van Jezus. Vanaf 1642 tot aan zijn dood was hij superior van het professorenhuis van de jezuïeten in Rome.

## Werken

### Hoofdwerk
Alegambe is vooral bekend van zijn Bibliotheca Scriptorum Societatis Jesu dat in 1642 in Antwerpen werd uitgegeven. Dit werk was een voortzetting en een uitbreiding van de Cataloog van de Spaanse hagiograaf Pedro de Ribaneira uit 1608. Alegambre kreeg hierbij de hulp van Jean Bolland, de oprichter van de bollandisten. Alegambe vulde het werk van De Ribaneira aan met gegevens van 1608 tot 1642. Hij schreef biografische artikels over de meest opmerkelijke personen uit de jezuïetenorde en publiceerde lijsten met onder meer de jezuïeten die de marteldood gestorven waren en de gestorven schrijvers.

### Andere werken
- De Vita et Moribus P. Joannis Cardini Lusitani, Rome, 1645, Antwerpen 1646, München, 1646, Rome, 1649. (185 blz.)
- Acta Sanctae Justae virg. et mart., ex variis MSS.
- Mortes illustres et gesta eorum de Societate Jesu, Rome 1657 (716 blz.)
- Heroes et Victimæ charitatis Societatis Jesu, Rome, 1658 (568 blz.).